# Desmond Armstrong
Desmond Armstrong (* 2. November 1964 in Washington, D.C., USA) ist ein ehemaliger US-amerikanischer Fußballspieler auf der Position eines Verteidigers und Mittelfeldspielers.
Für die US-amerikanische Fußballnationalmannschaft stand er von 1987 bis 1994 insgesamt 81-mal auf dem Platz. Er nahm mit der Mannschaft an den Olympischen Sommerspielen 1988 und an der Fußball-Weltmeisterschaft 1990 teil. Im nationalen Fußball war er für diverse Klubs in der Major Indoor Soccer League, American Professional Soccer League und der USISL aktiv. Außerdem spielte er eine Saison in Brasilien.
Sein Sohn Ezra Armstrong (* 1998) ist ebenfalls als Profifußballspieler tätig.

## Spielerkarriere

### Jugend
Armstrong wuchs in seiner Geburtsstadt Washington, D.C. auf und spielte ab seinem 11. Lebensjahr für einen lokalen Jugendclub. Ab diesem Zeitpunkt war er auch in der High School in der Fußballschulmannschaft. Er besuchte die Howard High School in Ellicott City, Maryland und später die University of Maryland, wo er in die 1984 und 1985 in die beste Auswahl der Liga gewählt wurde. 1986 war er Teil der Fairfax Spartans, welche den National Amateur Cup in diesem Jahr gewinnen konnten. Mit in der Mannschaft waren auch die späteren Nationalspieler John Kerr, Bruce Murray und John Stollmeyer.

### Profi
1986 begann Armstrong seine Karriere als professioneller Fußballspieler bei Cleveland Force, die damals in der Hallenfußballliga Major Indoor Soccer League spielten. Am Ende der Saison 1987/1988 wechselte er zu Baltimore Blast, die ebenfalls in der MISL spielten. Hier erreichte er mit der Mannschaft das Finale der Play-offs 1988/1989. Aufgrund einer Verletzung konnte er aber schon ab Februar 1989 nicht mehr spielen.
Nach den Vorbereitungen mit der Nationalmannschaft auf die Fußball-Weltmeisterschaft 1990, wechselte er 1991 in die brasilianische Campeonato Brasileiro de Futebol zum FC Santos. Er war damit der erste US-amerikanische Spieler, der bei einer Mannschaft in Brasilien einen Vertrag unterzeichnete. Nach nur einer Saison wechselte er zurück in die USA. Bei den Maryland Bays, welche in der American Professional Soccer League spielten, absolvierte er vier Spiele.
Im Jahr 1991 stand er im Aufgebot einer FIFA-Weltauswahl (u. a. neben Gullit, Stojkovic und Waddle) gegen den Weltmeister BRD zugunsten des Kinderhilfswerks Unicef.
Später spielte er noch Hallenfußball für Washington Warthogs und war in der USISL für die Charlotte Eagles aktiv.

## Trainer
Armstrong trainierte von 1999 bis 2006 die Fußballmannschaft des Montreat College in Montreat, North Carolina. Außerdem trainierte er von 2000 bis 2004 die Jugendmannschaft '85 HFC Vipers in Asheville, North Carolina.
Nachdem er das Montreat College verlassen hatte, arbeitete er zunächst als Trainer bei den Bethesda Roadrunners, einem Jugendklub aus Bethesda, Maryland. Später wurde er Direktor der Premier Soccer Academies, einer Jugendausbildungseinrichtung für Fußball, welche dem ehemaligen Fußballspieler Brad Friedel gehört.

## Trivia
Während der Fußball-Weltmeisterschaft 1994 war Armstrong als Studioanalyst bei ESPN beschäftigt. Außerdem hat er Spiele der Cleveland City Stars im Radio kommentiert.